# Max Weiss (Maler)
Max Weiss (* 2. Februar 1884 in Ottensen; † 22. Mai 1954 in Hamburg) war ein deutscher Maler und Grafiker der Verschollenen Generation.

## Leben
Max Weiss wurde als Sohn des Klempners Ignatz Weiss (ab 1891 Klempnermeister und ab 1900 zusätzlich Blechspielwarenfabrikant) und dessen Frau Henriette, geborene Goldschmidt, in der Großen Brunnenstraße 87 in Ottensen geboren. Die jüdische Familie wohnte ab 1885 in Hamburg. Nach einer Lithografenlehre besuchte Max Weiss die Kunstgewerbeschule. 1906 wurde ihm „lobende Anerkennung“ der Gesellschaft Hamburgischer Kunstfreunde für einen Intarsien-Türfüllungsentwurf ausgesprochen. 1911 oder 1912 heiratete er Wilhelmine Karoline Christine Schuchardt. 1914 zog er in die Pestalozzistraße 42 in Hamburg-Barmbek (heute in Hamburg-Barmbek-Nord). Von 1914 bis 1918 leistete er Kriegsdienst im Ersten Weltkrieg. Er wurde als Rekrut in einem tschechischen Regiment eingesetzt, weil sein Vater aus Prag stammte. Seine Einsatzorte waren die Dolomiten und Südtirol, bevor er als Lithograf zum Stab des österreichischen Erzherzogs Karl I. befohlen wurde.
Am 2. Dezember 1912 kam seine Tochter Leonore zur Welt, 1916 seine Tochter Elisabeth und am 9. Juli 1924 der Sohn Max Otto. Nach dem Ersten Weltkrieg erwarb Weiss die deutsche Staatsangehörigkeit. 1920 oder 1922 trat er der Hamburgischen Künstlerschaft bei. Zudem war er Mitglied im Reichswirtschaftsverband bildender Künstler Nordwest-Deutschlands, der 1927 zum Reichsverband bildender Künstler Deutschlands wurde. 1924 zog er mit seiner Familie von der Pestalozzistraße in ein Reihenhaus der Fritz-Schumacher-Siedlung im Laukamp 8 in Hamburg-Langenhorn. Er druckte dort im Hause auch seine Radierungen. In dem großen zugehörigen Garten baute die Familie Gemüse an und züchtete Hühner.
Nach der „Machtergreifung“ der Nationalsozialisten wurde er am 25. April 1933 wegen seiner jüdischen Abstammung aus der Hamburgischen Künstlerschaft ausgeschlossen. Der Reichsverband bildender Künstler Deutschlands wurde 1933 aufgelöst. Bald darauf wurden in der Siedlung über 50 kommunistischen, sozialdemokratischen und jüdischen Familien die Wohnungen, Reihenhäuser oder Doppelhaushälften gekündigt. Da die Familie Weiss in „privilegierter Mischehe“ lebte, war sie zunächst geschützt. Einige seiner Radierungen verkaufte Max Weiss an Frau Rave, die die Kunstabteilung des Kaufhauses Karstadt leitete. Zu Weihnachten verkaufte seine Frau Wilhelmine eine Anzahl seiner Radierungen, die dann mit einer Mappe von Haus zu Haus unterwegs war. 1937 zog die Tochter Leonore Weiss aus persönlichen Gründen nach Kopenhagen. Aufgrund seiner jüdischen Abstammung erteilte die Reichskulturkammer Max Weiss 1938 Berufsausübungsverbot. Radierungen drucken konnte er nun nur noch im Geheimen. Ab dem 8. Februar 1939 arbeitete er als Dekorationsmaler bei der Firma Fritz Altenburg. Ab dem 21. November 1941 verpflichtete ihn die Gestapo über den Leiter des jüdischen Arbeitseinsatzes, Willibald Schallert, zur Zwangsarbeit bei der Firma Christian Klood in Hamburg-Harburg, was pausenlose Malerarbeiten im Freien bedeutete, die Rheuma und Schwäche verursachten. Er wurde zudem mit seiner Frau mehrfach zur Gestapo bestellt, die ihn misshandelte und seine Frau aufforderte, sich von ihrem jüdischen Mann scheiden zu lassen, was sie aber nicht tat.

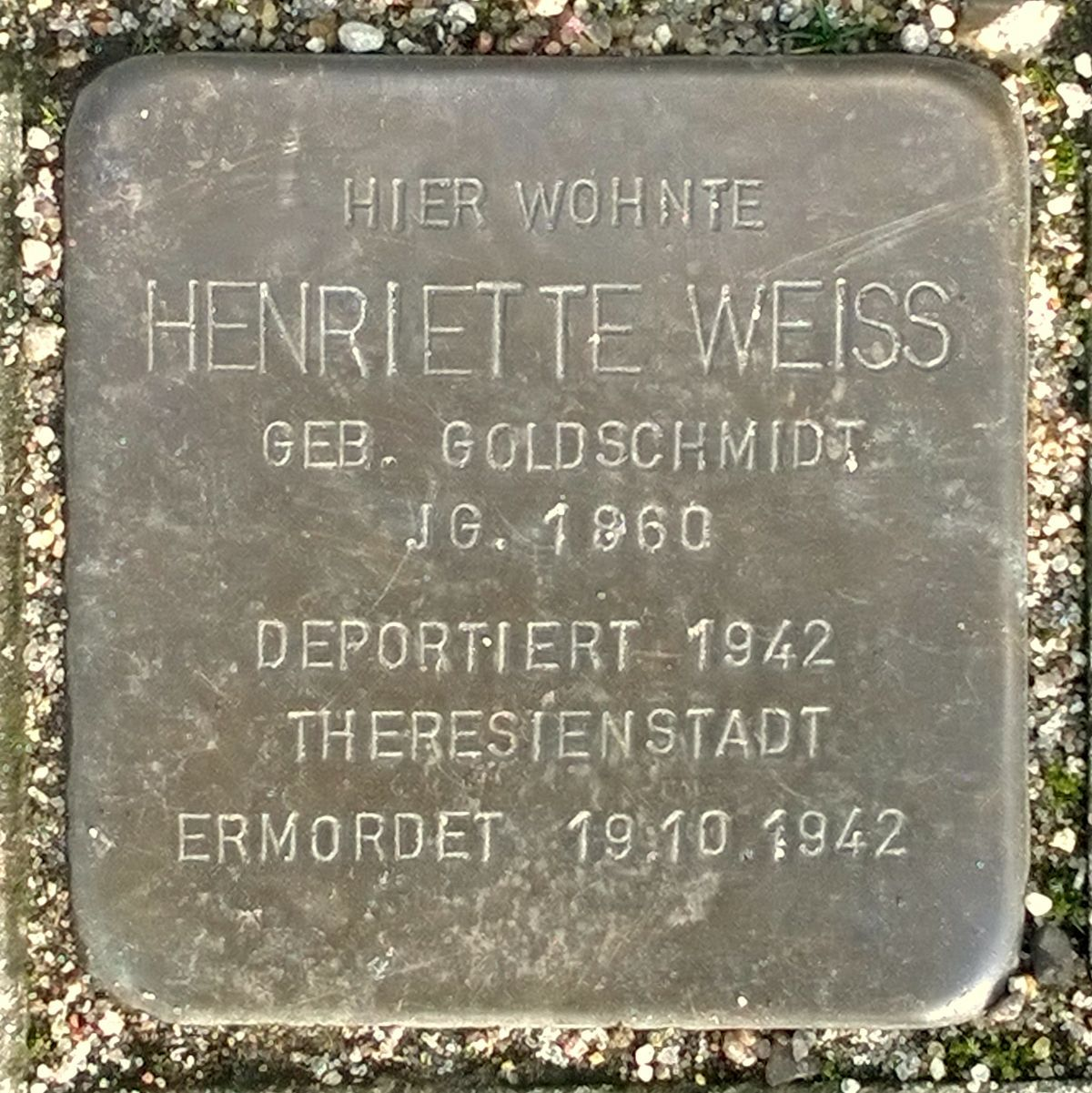
Stolperstein der Mutter Henriette Weiss

Die Mutter von Max Weiss, Henriette Weiss (* 28. August 1860 in Hamburg), wohnte im Lazarus-Gumpel-Stift in der Schlachterstraße 46. Sie wurde mit einem Zug ins Ghetto Theresienstadt deportiert. Der Transport mit insgesamt 770 alten Menschen startete am 19. Juli 1942 in Hamburg und kam vier Tage später in Theresienstadt an. Der Transport trug die Nummer VI/2. Die römische Ziffer VI stand dabei für den Abfahrtsort Hamburg und die Zahl 2 für den zweiten Transport aus dieser Stadt. Henriette Weiss starb laut Todesfallanzeige am 9. Oktober 1942 im Alter von 82 Jahren. Das Hamburger Gedenkbuch und das Bundesgedenkbuch geben als Todestag den 19. Oktober 1942 an, das Theresienstädter Gedenkbuch den 18. Oktober 1942. Zu ihrem Gedenken wurde später ein Stolperstein am Eilbeker Weg, Ecke Kantstraße in Hamburg-Eilbek verlegt.
Im Oktober 1943 musste Max Weiss mit seiner Familie zwangsweise aus dem Reihenhaus im Laukamp ausziehen. Sie zog daraufhin in ein sogenanntes Judenhaus in der Bundesstraße 6 in Hamburg-Rotherbaum, in der vier Familien in einer Wohnung hausten und sie eineinhalb Zimmer mit zwei weiteren Personen teilen musste. Für den Umzug stahl sich Weiss heimlich von der Zwangsarbeit weg und bewerkstelligte ihn mit seinem Sohn Max und einem mühselig aufgetriebenen Fuhrmann. Der Firmenchef Klood drohte ihm daraufhin nachdrücklich mit einer Meldung bei „Judenkommissar“ Claus Göttsche. Max Weiss junior wurde als „Mischling ersten Grades“ zur Zwangsarbeit bei der Maschinenfabrik Kampnagel beordert.
Am 15. Januar 1945 verfügte das Reichssicherheitshauptamt in einem Schreiben das Ende des Schutzes für jüdische Ehepartner in „privilegierter Mischehe“. Die Betroffenen seien in Transporte nach Theresienstadt einzureihen. Max Weiss erhielt eine Nachricht mit der Aufforderung, sich am 14. Februar 1945 bis spätestens 14 Uhr im Gebäude der ehemaligen Talmud-Tora-Schule im Grindelviertel am Grindelhof 30 zu melden, da er für einen „auswärtigen Arbeitseinsatz“ eingeteilt sei. Sein Gepäck durfte nicht mehr als 50 Kilogramm wiegen und wurde im Sammellager durchsucht. Er musste eine Vermögenserklärung ausfüllen und eine Erklärung unterschreiben, in der er seinen verbleibenden Besitz dem Deutschen Reich überließ. Dann brachte man ihn zum Hannoverschen Bahnhof und zwang ihn sowie 293 weitere Juden aus „Mischehen“ zum Besteigen einiger Güterwagen, die an einen fahrplanmäßigen Zug gehängt wurden. Wegen der Kriegslage brauchte der Zug, statt der üblichen ein bis zwei Tage, neun Tage und erreichte Theresienstadt am 23. Februar 1945. Der Transport trug die Nummer VI/10. Weil der Transport erst kurz vor Kriegsende in Theresienstadt eintraf, war die Zahl der Überlebenden bei der Befreiung durch die russische Armee im Mai 1945 vergleichsweise sehr hoch. Nur zwei Menschen des Transports waren vorher gestorben. Die Bewacher zogen Weiss zum Porträtzeichnen heran, was ihn Vergünstigungen in der Unterbringung einbrachte. Vom 27. Februar bis zum 7. Juni 1945 fand er als Schriftzeichner in der technischen Abteilung Bauwesen in der jüdischen Selbstverwaltung eine Beschäftigung. In Theresienstadt zeichnete er heimlich 24 Skizzen des Lagers und des Lagerlebens. Er verlor im Lager 15 Kilo an Gewicht und litt später schwer an den Folgen der Haft.
Am 30. Juni 1945 kehrte er nach Hamburg zurück. Das Reihenhaus im Laukamp wurde ihm rückerstattet. Auf dem Dachboden des Hauses fand er seine alten kupfernen Druckplatten und den größten Teil seiner früheren Arbeiten wieder. In einem Wiedergutmachungsverfahren erhielt er Entschädigung für die Haft und den Freiheitsentzug. Ab 1948 erhielt er zudem eine Rente von der Stadt Hamburg. 1949 zeichnete er einen Zyklus, in dem er seine Erinnerungen an Theresienstadt verarbeitete. Im selben Jahr zog er mit seiner Frau vom Laukamp in den Birkenkamp 6 in Hamburg-Wellingsbüttel, der 1950 in Moorbirkenkamp umbenannt wurde. 1952 zogen beide vom Moorbirkenkamp 6 in die Alsterkrugchaussee 600 in Hamburg-Fuhlsbüttel.
Obwohl Max Weiss 1954 starb, war sein Name noch bis 1957 im Hamburger Adressbuch verzeichnet. Max Weiss wurde auf dem Jüdischen Friedhof Ohlsdorf beigesetzt, Grablage L2-51. Seine Frau Wilhelmine Karoline Christine (* 18. Januar 1891) starb am 16. Februar 1966 und wurde neben ihm beigesetzt, Grablage L2-52. Der Vater Ignatz Weiss (* 23. Juli 1857 in Prag) starb schon am 2. April 1923 und wurde ebenfalls auf diesem Friedhof bestattet, Grablage ZX12-177. Nachträglich, zur Erinnerung, wurde in seinem Grabstein der Name seiner Frau Henriette Weiss eingearbeitet.

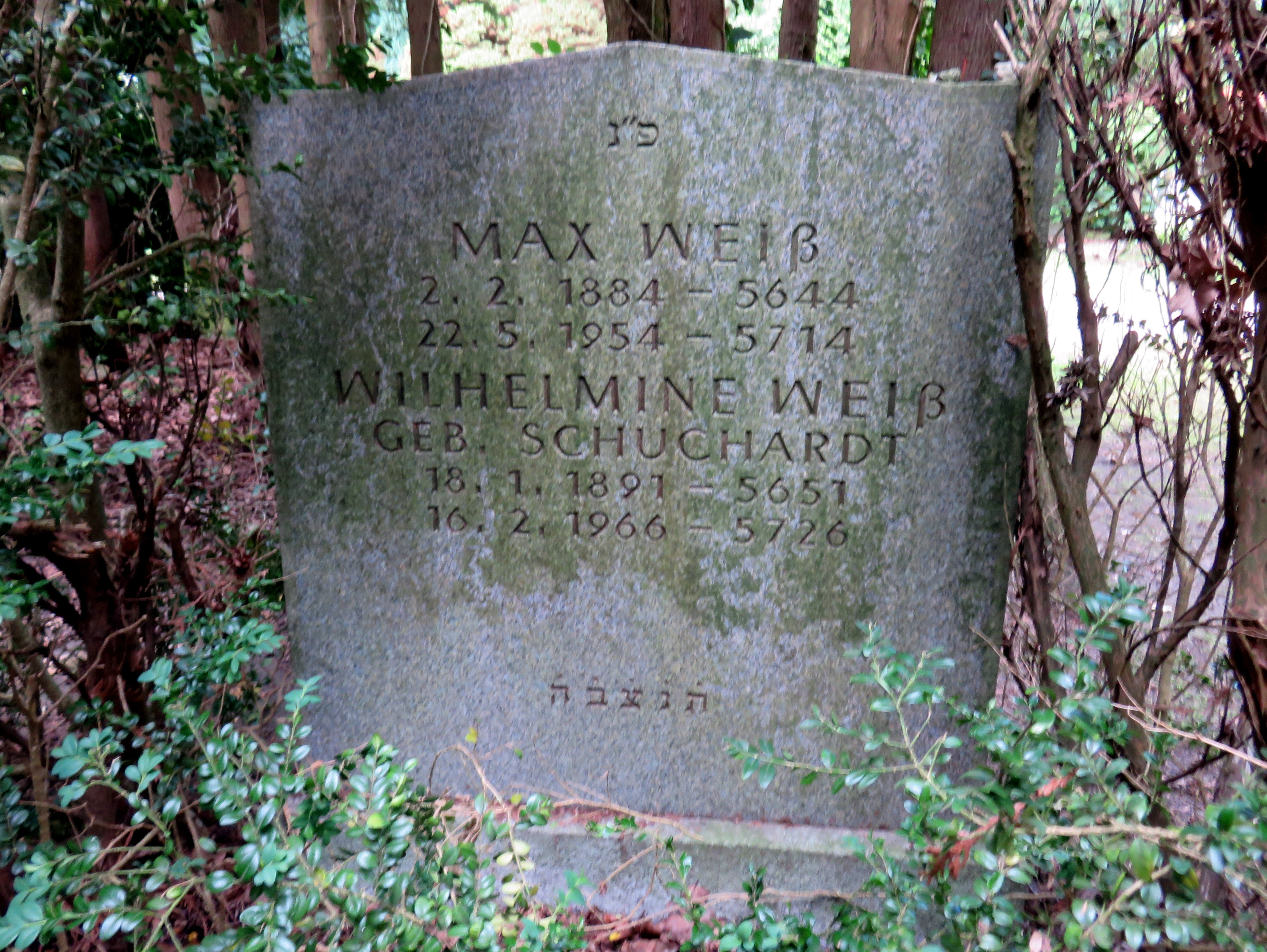
Grabstein von Max und Wilhelmine Weiss (Weiß)
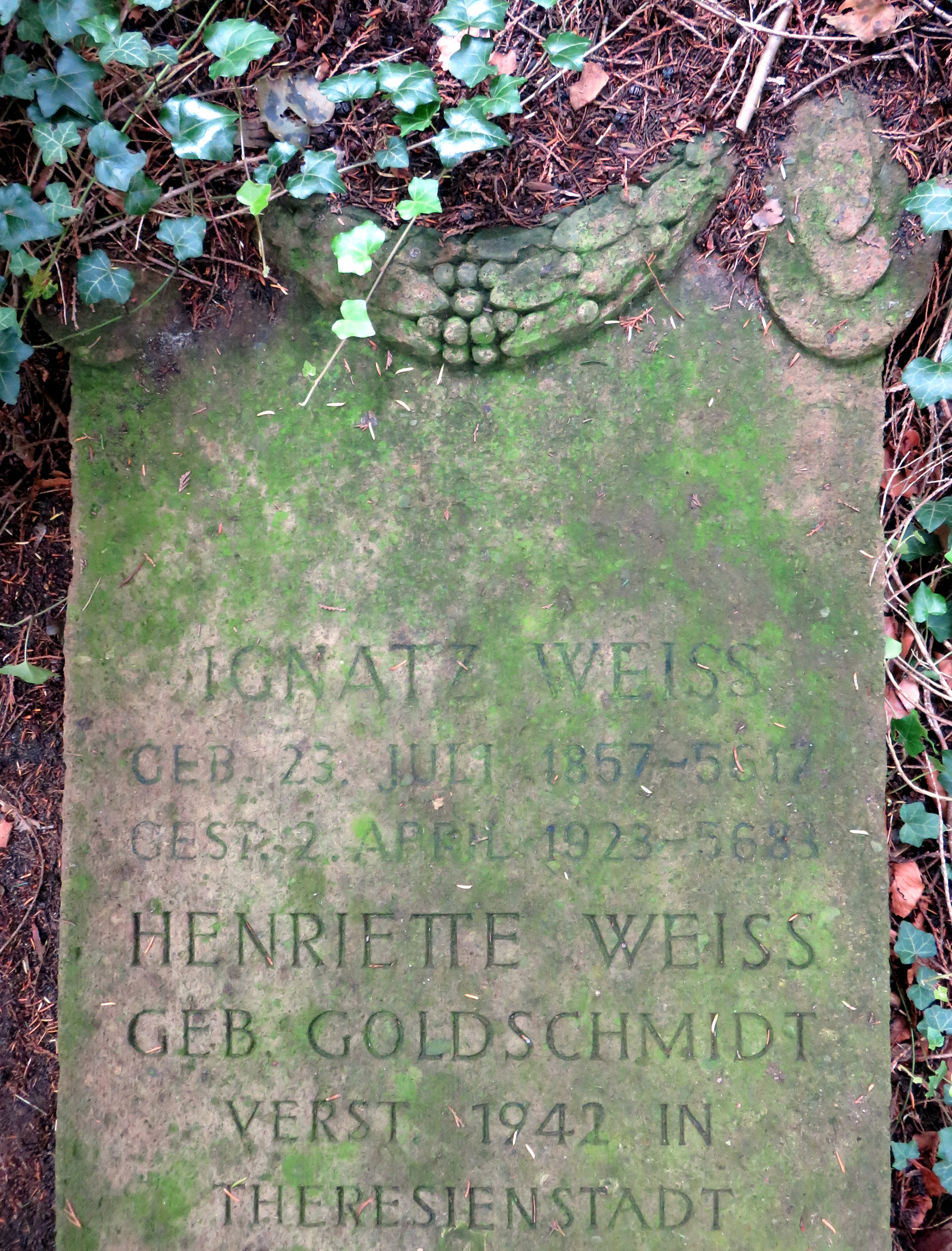
Grabstein von Ignatz Weiss (Teilansicht)

## Werk

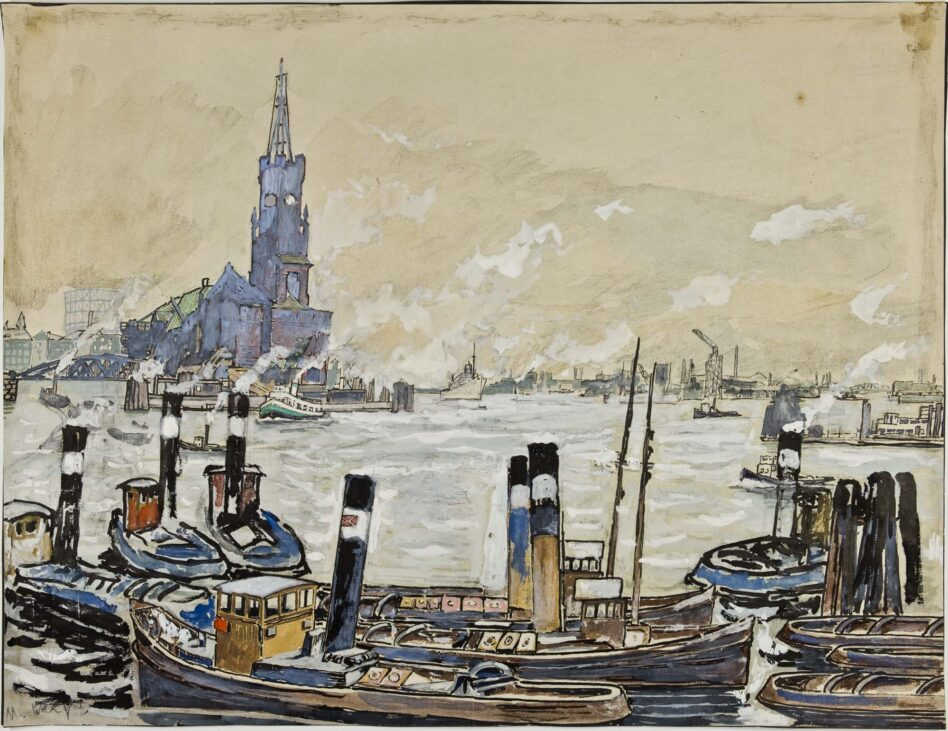
Kehrwiederspitze

Nach Porträts im impressionistischen Stil nach dem Vorbild Max Liebermann am Anfang, konzentrierte er sich später auf präzise Zeichnungen nach der Natur, nach denen er Radierungen druckte, und diese zum Teil kolorierte. Thematisch lag sein Fokus auf der Hamburger Altstadt vor den Bombardierungen im Zweiten Weltkrieg. Motive der Alster, des Hamburger Hafens, des Elbstrandes und der Marschendörfer erweiterten das Spektrum. Im Alter aquarellierte er farbleuchtend und licht direkt von der Natur. Nebenbei entstanden Entwürfe für Exlibris und Werbegrafiken. Die Motive der Skizzen aus Theresienstadt komponierte er zu einer Art Totentanz. Die Skizzen befinden sich heute in der Sammlung des Altonaer Museums. Weitere Werke befinden sich unter anderem in der Sammlung des Museum für Hamburgische Geschichte. Neben handschriftlichen Signaturen fügte er auch oft ein in einem „W“ stehendes „M“ mit in die Radierungen ein.

## Ausstellungen (Auswahl)
Einzelausstellung
- 1962: Theater & Galerie an der Marschnerstraße, Volksheim, Marschnerstraße 46, Hamburg

Gemeinschaftsausstellungen
- 1920–1933: Juryfreie Ausstellungen der Hamburgischen Künstlerschaft, Hamburger Kunsthalle

Postum
- 1991–1992: 400 Jahre Juden in Hamburg, Museum für Hamburgische Geschichte
- 2001–2002: Kunst in der Krise 1933–1945, Krypta von St. Nikolai am Hopfenmarkt, Hamburg (80 Werke von 70 Künstlern)
- 2002: Kunst in der Krise 1933–1945, Jüdisches Museum Rendsburg
- 2002–2003: Kunst in der Krise 1933–1945, Oberlandesgericht Bamberg